# رنگین‌تاب گردن‌آبی
رنگین‌تاب گردن‌آبی (نام علمی: Galbula cyanicollis) نام یک گونه از تیره رنگین‌تاب است.